# یوهان لیسن
یوهان لیسن (انگلیسی: Johan Leysen؛ زادهٔ ۱۹ فوریهٔ ۱۹۵۰) یک هنرپیشه اهل بلژیک است. وی از سال ۱۹۷۷ میلادی تاکنون مشغول فعالیت بوده‌است.
از فیلم‌ها یا برنامه‌های تلویزیونی که وی در آن نقش داشته‌است، می‌توان به درود بر مریم مقدس، سکوت جوآن، مکبث، روبنس، حکم، جوان و زیبا، شیفتهٔ جولیا، ارواح وحشی و خوشبختی کس دیگر اشاره کرد.